# ديانغلو سميث
ديانغلو سميث (بالإنجليزية: DeAngelo Smith)‏ هو لاعب كرة قدم أمريكية أمريكي، ولد في 17 يوليو 1986 في كولومبوس في الولايات المتحدة.

## وصلات خارجية
- ديانغلو سميث على موقع مرجع كرة القدم المحترفة.كوم (الإنجليزية)